# 電話マーク
電話マーク（でんわマーク、☎）は、電話機の形をした記号（絵文字）である。主に電話番号の前に電話マークを付け、電話番号が記載されていることを読者に明示的に伝える用途で使用される。

## 概要

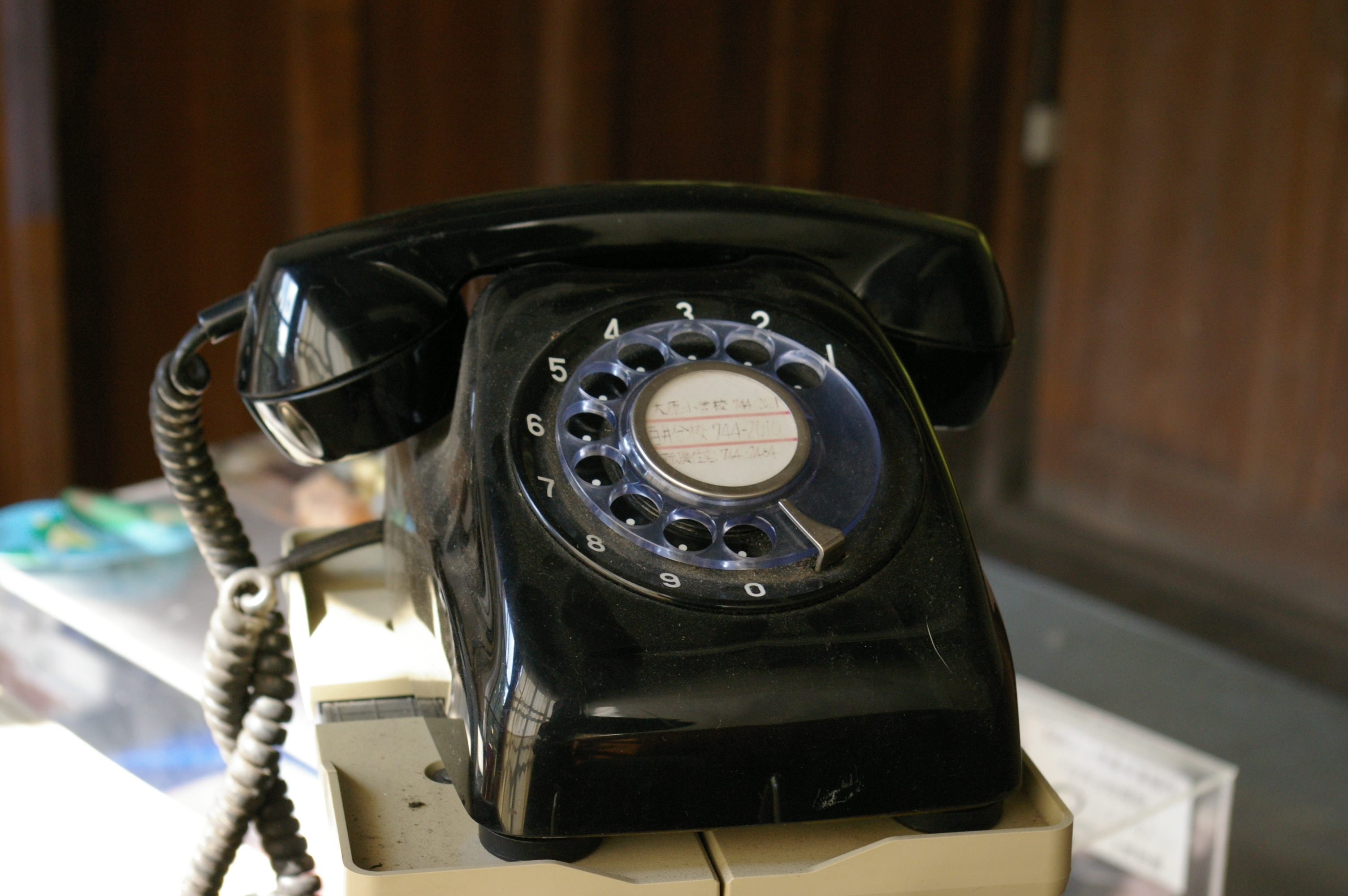
デザインの基となった600形電話機

電話番号であることを示す目的で多く使用される。類似した数字とハイフンの羅列としては郵便番号や番地などの表記があり、これらと明示的に区別する手段としての利用である。
```
〒123-45XX
東京都○×区△□1-23-45-600

☎
0123-456-78XX
```

日本では、主にダイヤル式の黒電話の形で用いられる。昨今ではプッシュホン型の電話機の絵文字や、受話器の絵文字も使用される。交通エコロジー・モビリティ財団による標準案内用図記号ガイドラインや、日本産業規格（JIS）の案内用図記号では、電話通信設備を意味する記号には受話器をモチーフにしたデザインが採用されている。
類似の記号にFAXマークや携帯電話マークがあり、FAXマークはファクシミリの形をした絵文字でFAX番号であることを示すために用いられ、携帯電話マークは携帯電話の形をした絵文字で携帯電話番号であることを示す目的で用いられる。この2つの絵文字はJIS X 0213の制定時にも候補として挙がったが、絵文字の図形で統一された同定可能な図形が存在しなかったことから採用が見送られた経緯がある。これら記号は、携帯電話の絵文字としてUnicodeに提案され、採用された。その他にはフリーダイヤルの記号で0120のロゴ画像が用いられることもあり、これも事実上Unicodeに採用された。プッシュホン式の絵文字については、Unicode 7.0でグリフ位置が定義された。
電話番号であることを示す目的としては、TELの3文字を組み合わせた「℡」も多く用いられる。

## 符号位置
| 記号 | Unicode | JIS X 0213 | 文字参照            | 名称                                       |
| ---- | ------- | ---------- | ------------------- | ------------------------------------------ |
| ☎    | U+260E  | 1-6-71     | &#x260E; &#9742;    | 電話マーク BLACK TELEPHONE                 |
| ☏    | U+260F  | -          | &#x260F; &#9743;    | WHITE TELEPHONE                            |
| ℡    | U+2121  | 1-13-68    | &#x2121; &#8481;    | 全角TEL TELEPHONE SIGN                     |
| ✆    | U+2706  | -          | &#x2706; &#9990;    | TELEPHONE LOCATION SIGN                    |
| ➿   | U+27BF  | -          | &#x27BF; &#10175;   | DOUBLE CURLY LOOP                          |
| 📞   | U+1F4DE | -          | &#x1F4DE; &#128222; | TELEPHONE RECEIVER                         |
| 📟   | U+1F4DF | -          | &#x1F4DF; &#128223; | PAGER                                      |
| 📠   | U+1F4E0 | -          | &#x1F4E0; &#128224; | FAX MACHINE                                |
| 📱   | U+1F4F1 | -          | &#x1F4F1; &#128241; | MOBILE PHONE                               |
| 📲   | U+1F4F2 | -          | &#x1F4F2; &#128242; | MOBILE PHONE WITH RIGHTWARDS ARROW AT LEFT |
| 📳   | U+1F4F3 | -          | &#x1F4F3; &#128243; | VIBRATION MODE                             |
| 📴   | U+1F4F4 | -          | &#x1F4F4; &#128244; | MOBILE PHONE OFF                           |
| 📵   | U+1F4F5 | -          | &#x1F4F5; &#128245; | NO MOBILE PHONES                           |
| 📶   | U+1F4F6 | -          | &#x1F4F6; &#128246; | ANTENNA WITH BARS                          |
| 🕻    | U+1F57B | -          | &#x1F57B; &#128379; | LEFT HAND TELEPHONE RECEIVER               |
| 🕼    | U+1F57C | -          | &#x1F57C; &#128380; | TELEPHONE RECEIVER WITH PAGE               |
| 🕽    | U+1F57D | -          | &#x1F57D; &#128381; | RIGHT HAND TELEPHONE RECEIVER              |
| 🕾    | U+1F57E | -          | &#x1F57E; &#128382; | WHITE TOUCHTONE TELEPHONE                  |
| 🕿    | U+1F57F | -          | &#x1F57F; &#128383; | BLACK TOUCHTONE TELEPHONE                  |
| 🖀    | U+1F580 | -          | &#x1F580; &#128384; | TELEPHONE ON TOP OF MODEM                  |
| 🖁    | U+1F581 | -          | &#x1F581; &#128385; | CLAMSHELL MOBILE PHONE                     |